# ZiS-3
ZiS-3 hay M1942 76 mm là loại pháo dã chiến cấp sư đoàn cỡ nòng 76,2 mm do nhà máy ZiS của Liên Xô thiết kế năm 1940 và chế tạo từ năm 1941 đến 1945. Loại pháo này được Hồng quân Liên Xô biên chế cho các sư đoàn bộ binh sử dụng trong Chiến tranh thế giới thứ hai. Sau chiến tranh, Liên Xô dừng sản xuất loại pháo này, dần thay thế nó bằng pháo D-44 cỡ nòng 85 mm, và chuyển giao cho nhiều nước đồng minh. Pháo dã chiến 76 mm ZiS-3 vẫn được sử dụng trong hàng loạt các cuộc chiến tranh thời chiến tranh lạnh, như chiến tranh Triều Tiên, chiến tranh Việt Nam, nội chiến Liban, chiến tranh biên giới Nam Phi, nội chiến Angola, chiến tranh Uganda-Tanzania, chiến tranh Afghanistan, chiến tranh Nam Tư và nội chiến Yemen hiện nay.
ZiS-3 vốn được thiết kế làm pháo kéo. Tuy nhiên, nó cũng được Quân đội Liên Xô biến đổi thành pháo tự hành, thành SU-76. Quân đội Nhân dân Việt Nam cũng đã đưa ZiS-3 lên khung gầm M548 của Mỹ thành pháo tự hành.

### Các quốc gia sử dụng
- Liên Xô
- Trung Quốc Sử dụng bởi Chí nguyện quân Trung Quốc sử dụng trong Chiến tranh Triều Tiên
- Việt Nam ZiS-3 được sử dụng trong biên chế QĐNDVN từ Chiến tranh Việt Nam cho tới ngày nay. Tuy rằng đây là một vũ khí khá cổ lỗ nhưng nó vẫn là hỏa lực cấp tiểu đoàn đáng gờm với những đơn vị cơ động cũng như phục kích đối thủ. Ngoài ra, với tầm bắn hơn 13km và tốc độ bắn tối đa 25 phát/phút, ZiS-3 vẫn là một loại hỏa lực hỗ trợ hiệu quả.

Có khoảng hơn 103 ngàn khẩu pháo ZiS-3 đã được sản xuất.
Thông sô kỹ thuật:
- Khối lượng: 1,16 tấn
- Chiều dài nòng: 3,4m (L\42,6)
- Rộng: 1,6m
- Cao: 1,37m
- Kíp chiến đấu: 7 người
- Cỡ nòng: 76,2mm
- Tốc độ bắn: 15~25 viên/phút
- Góc nâng: từ -5° đến +37°
- Góc ngang: mỗi bên 27°
- Tầm bắn tối đa: 13,3km
- Sơ tốc đầu nòng:
+ Đạn APHEBC BR-350B: 680m/s
+ Đạn APCBC BR-350SP: 680m/s
+ Đạn APCR BR-350P: 950m/s
+ Đạn HEAT BP-350A: 355m/s
+ Đạn HE OF-350M: 680m/s
(Thông số mang mục đích tham khảo)
Khả năng xuyên phá của đạn APCBC BR-350SP:
- Cự ly 100m, xuyên 95mm thép thẳng đứng
- Cự ly 500m, xuyên 87mm thép thẳng đứng
- Cự ly 1000m, xuyên 77mm thép thẳng đứng
- Cự ly 1500m, xuyên 68mm thép thẳng đứng
- Cự ly 2000m, xuyên 60mm thép thẳng đứng
Khả năng xuyên phá của đạn APHEBC BR-350B:
- Cự ly 100m, xuyên 104mm thép thẳng đứng
- Cự ly 500m, xuyên 85mm thép thẳng đứng
- Cự ly 1000m, xuyên 69mm thép thẳng đứng
- Cự ly 1500m, xuyên 57mm thép thẳng đứng
- Cự ly 2000m, xuyên 46mm thép thẳng đứng
Khả năng xuyên phá của đạn APCR BR-350P:
- Cự ly 100m, xuyên 130mm thép thẳng đứng
- Cự ly 500m, xuyên 92mm thép thẳng đứng
- Cự ly 1000m, xuyên 60mm thép thẳng đứng
- Cự ly 1500m, xuyên 39mm thép thẳng đứng
- Cự ly 2000m, xuyên 26mm thép thẳng đứng
Khả năng xuyên phá của đạn HEAT BP-350A:
- Xuyên phá 80mm thép ở mọi cự ly
- Lào
- Angola
- Cộng hòa Dân chủ Nhân dân Triều Tiên